# FMA Ae.C.1
FMA Ae.C.1 – argentyński samolot turystyczny i treningowy z okresu międzywojennego, pierwszy samolot opracowany i wybudowany w Argentynie.

## Historia
W 1927 roku powstała pierwsza w Argentynie wytwórnia samolotów Fábrica Militar de Aviones, która początkowo zajmowała produkcją na podstawie licencji samolotów Avro 504R i Dewoitine D.21 oraz silników lotniczych. W 1931 roku w wytwórni podjęto się opracowania nowego samolotu już własnej konstrukcji. Nowy samolot w wersji dolnopłata był samolotem turystycznym o konstrukcji mieszanej, kadłub miał konstrukcję metalową, natomiast skrzydła były konstrukcji drewnianej. Miał on zakrytą kabinę, w której mieścił się pilot i dwóch pasażerów. Samolot został oficjalnie pokazany i poddany testom w dniu 24 sierpnia 1931 roku, a jego oblot odbył się 28 października 1931 roku. Samolot ten otrzymał oznaczenie Ae.C.1, co oznacza samolot cywilny typ 1.  
Pomimo dobrych osiągów, wobec sprzeciwu Ministra Wojska gen. F. Medine, nie prowadzono dalszych prac nad cywilną wersją samolotu, wojsko natomiast nalegało na przebudowanie go na dwumiejscowy wojskowy samolot treningowy, co jednak nie nastąpiło. Zbudowano natomiast także nowy prototyp jednomiejscowego samolotu szkolnego, który otrzymał nazwę Ae.C.1 Prototipo. Oba te prototypy stały się podstawą do budowy kolejnych samolotów tej wytwórni.

## Użycie w lotnictwie
Prototypowy samolot Ae.C.1 był wykorzystywany tylko do testów w wytwórni. Natomiast Ae.C.1 Prototipo został wycielony do lotnictwa argentyńskiego, gdzie w eskadrze Sol de Mayo był użytkowany do lat czterdziestych jako samolot treningowy.

## Opis techniczny
Samolot Ae.C.1 był dolnopłatem o konstrukcji mieszanej, kadłub miał konstrukcję metalową, natomiast płaty i usterzenie miało konstrukcję drewnianą. W wersji cywilnej samolot miał kabinę całkowicie zakrytą, mieszczącą pilota i dwóch pasażerów, w wersji wojskowej kabina była odkryta, z miejscem tylko dla pilota. 
Napęd stanowił silnik Armstrong Siddeley Mongoose, gwiazdowy, 5-cylindrowy, chłodzony powietrzem. Zbiorniki paliwa umieszczone były w skrzydłach, w wersji wojskowej dodatkowo umieszczono zbiornik paliwa pod kabiną pilota. 